# Tilen Klemenčič
Tilen Klemenčič (Kranj, 21 agosto 1995) è un calciatore sloveno, difensore del Primorje.

## Carriera

### Club
Il 1º luglio 2017 viene acquistato a titolo definitivo per 150.000 euro dalla squadra slovena del Domžale.

### Nazionale
Ha giocato nelle nazionali giovanili slovene Under-16, Under-17, Under-18 ed Under-19.